# 안동 성성재 종택
안동 성성재 종택(安東 惺惺齋 宗宅)은 경상북도 안동시 예안면에 있는 건축물이다. 2013년 4월 8일 경상북도의 민속문화재 제159호로 지정되었다.

## 개요
성재 금난수의 종가이다.
금난수(1530∼1604)는 조선 중기 학자로 퇴계 이황의 제자이다. 정유재란 때에는 고향에서 의병을 일으켜 활약했으며 후에 봉화현감을 지냈다.
지금의 건물을 지은 정확한 연대는 알 수 없으나 건축 양식이 조선 후기의 것으로 보인다.
안채 대청이 오른쪽으로 치우쳐 있으며 상방(웃방)이 대청 앞으로 돌출되어 있다. 또한 안방 윗부분을 통다락으로 구성하고 있어 특이하다.

## 참고 자료
- 안동 성성재 종택 - 국가유산청 국가유산포털